# 首爾大學創投城站
首爾大學創投城站（：／*/?）是首爾輕電鐵新林線沿線的一座輕軌車站，位於韓國首爾特別市冠岳區新林洞。

## 車站結構
站體為2面2線側式月台的地下車站，候車月台設有月台幕門，並有2處出口。

### 月台配置
| 書院 ↑   |
| \| 上    |
| ↓ 冠岳山 |

| 月台 | 路線              | 目的地                       |
| ---- | ----------------- | ---------------------------- |
| 上行 | ●首爾輕電鐵新林線 | 新林、波拉美、大方、賽江方向 |
| 下行 | ●首爾輕電鐵新林線 | 冠岳山方向                   |

## 歷史
- 2022年5月28日：開通啟用。

## 車站周邊
- 虎巖路（朝鲜语：호암로 (안양 서울)）
- 新林3橋
- 東方1橋
- 東方綜合市場
- 三成洞市場
- 首爾新聖初等學校

## 圖片

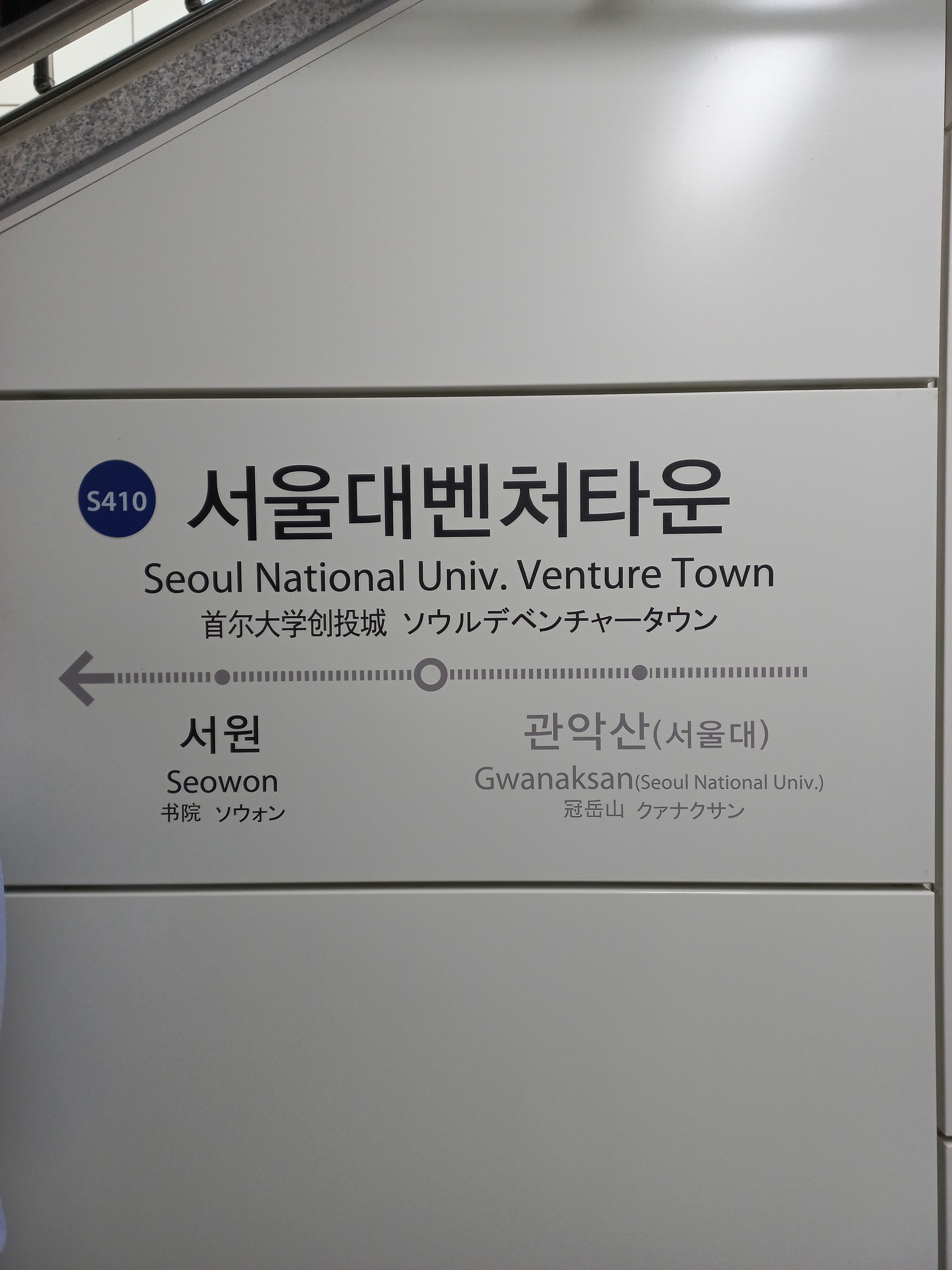
站名牌
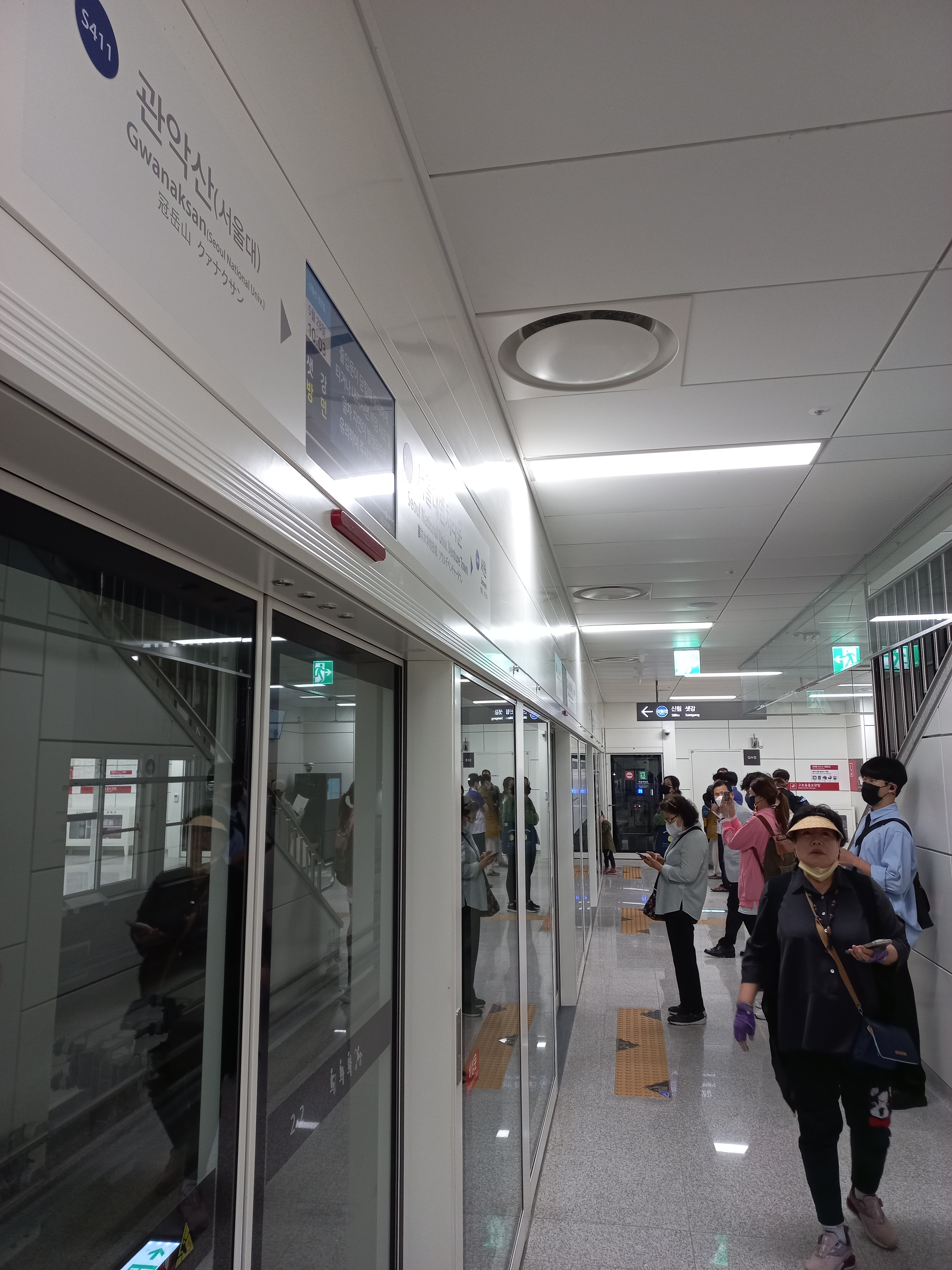
候車月台
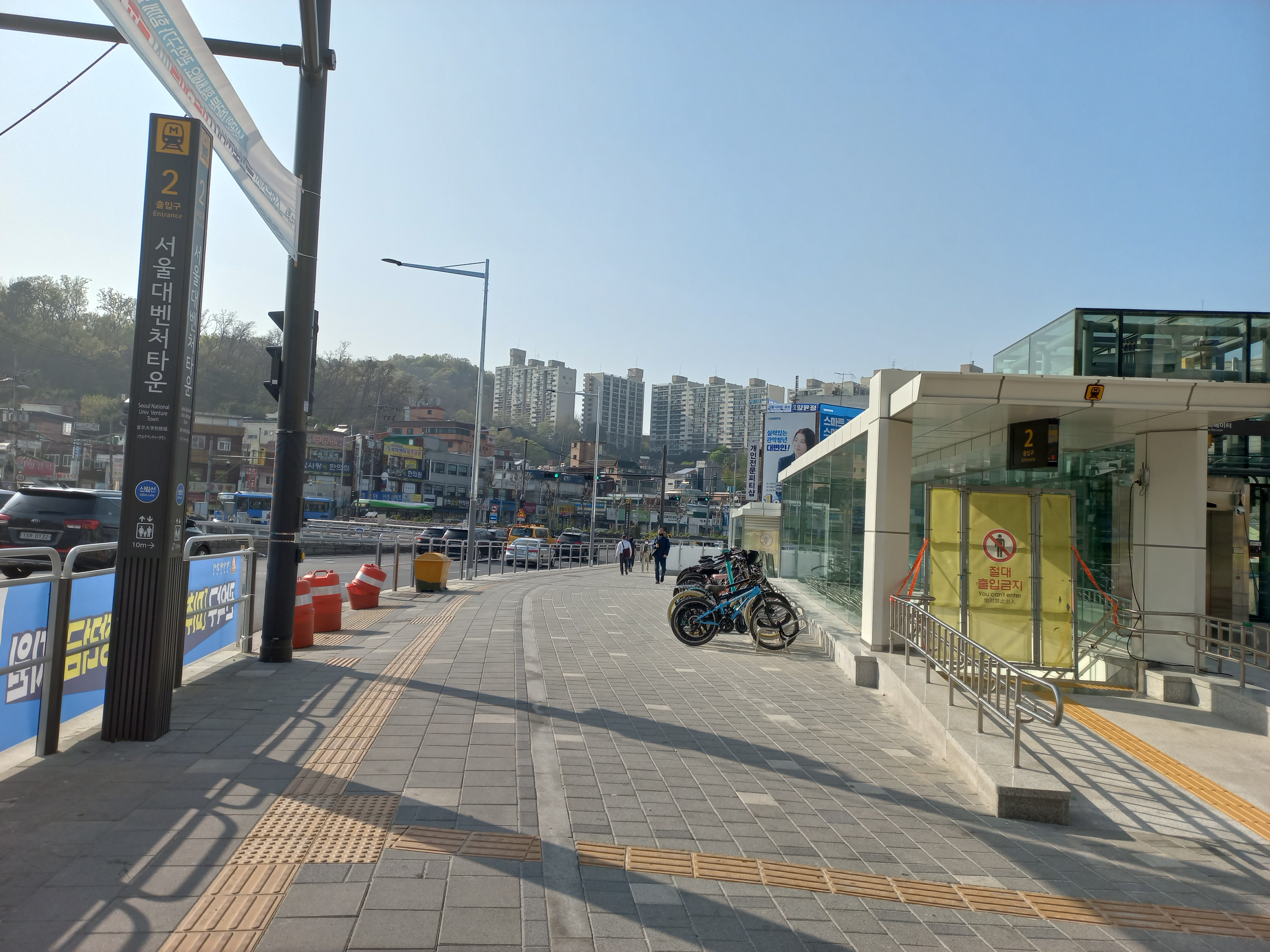
2號出口

## 相鄰車站
南首爾輕電鐵
●首爾輕電鐵新林線
書院（S409） －首爾大學創投城（S410）－冠岳山（S411）